# Bowl game

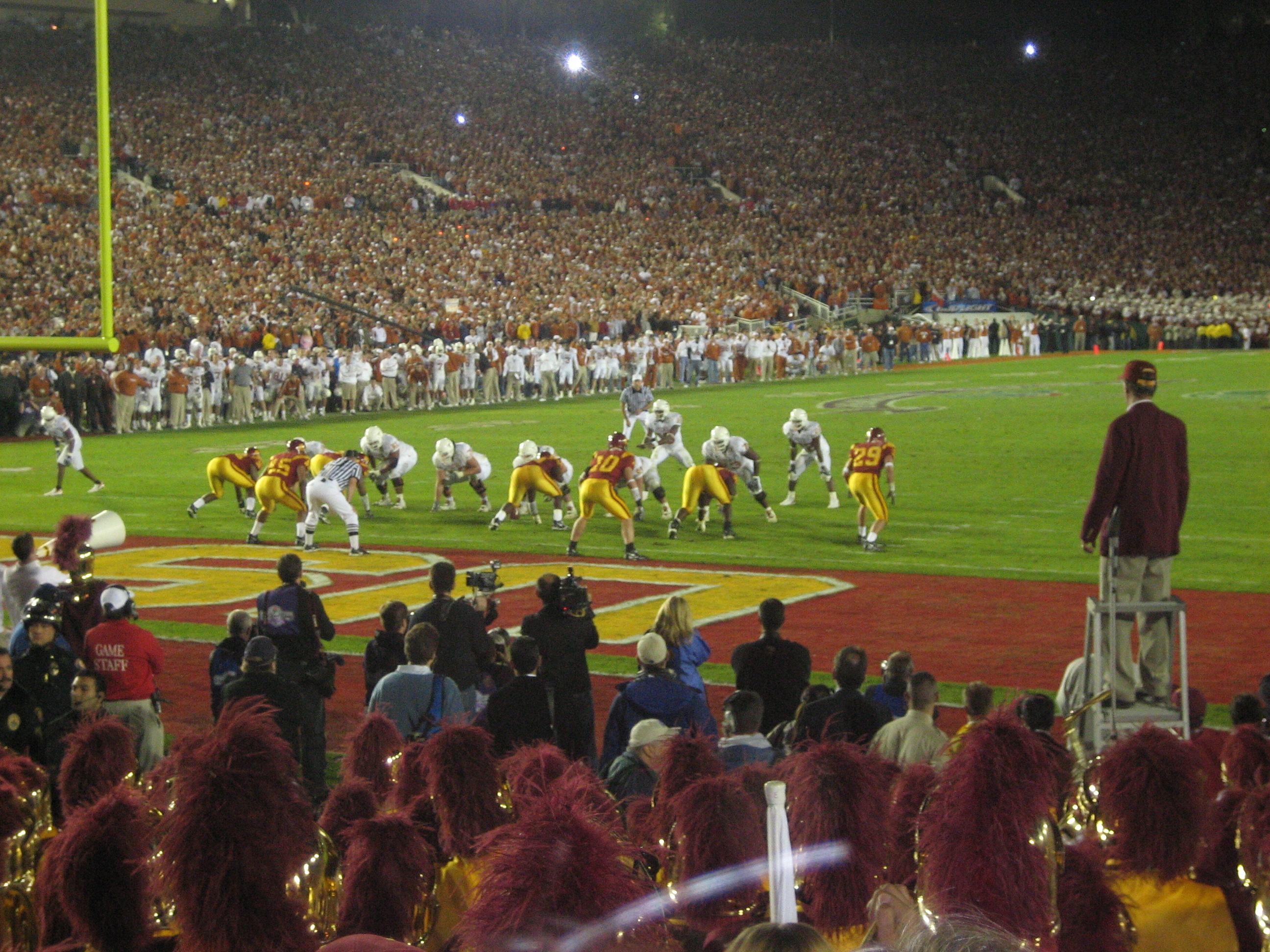
O Rose Bowl de 2006 entre Texas e USC no Rose Bowl em Pasadena, Califórnia

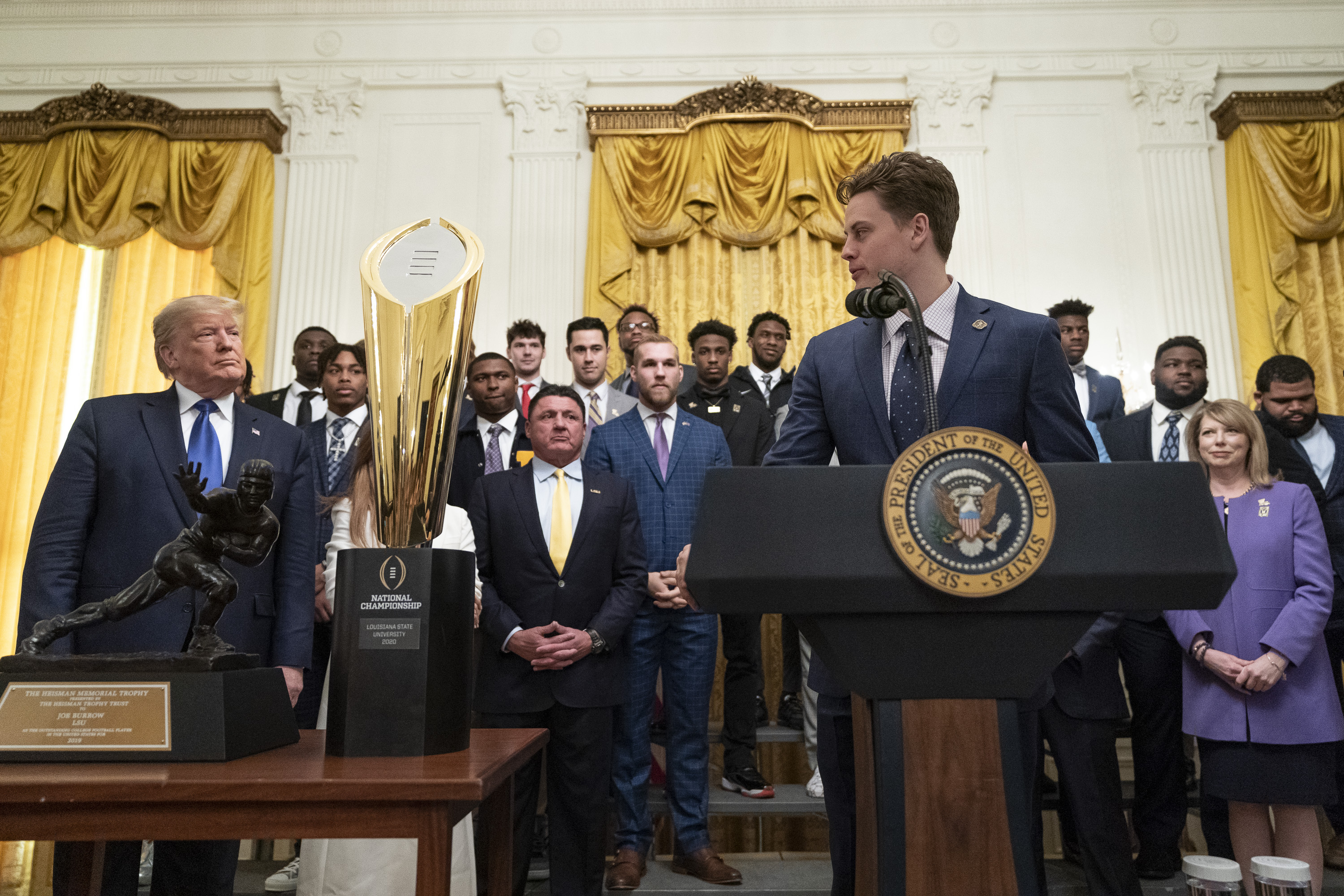
Membros da equipe campeã nacional LSU Tigers de 2019 falando na Casa Branca; o quarterback Joe Burrow é mostrado falando.

Na América do Norte, um bowl game (jogo de bowl), ou simplesmente bowl, é um dos vários jogos de futebol americano universitário de pós-temporada que são jogados principalmente por times pertencentes à Divisão I da Football Bowl Subdivision (FBS) da NCAA. O College Football Playoff inclui vários jogos de bowl para determinar o time campeão do futebol americano universitário.

## História

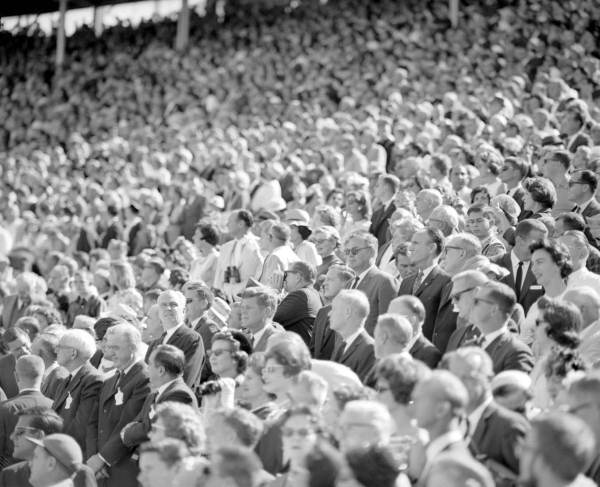
O presidente dos EUA, John F. Kennedy (canto inferior esquerdo do centro) no Orange Bowl de 1963 em Miami

A história do bowl game começou com o jogo de futebol americano entre o Michigan Wolverines e Stanford no Tournament East-West, disputado no Tournament Park em Pasadena, Califórnia, em 1902, e que foi patrocinado pela Tournament of Roses Association. O Tournament of Roses eventualmente patrocinou um concurso anual começando com o Torneio de Futebol Americano Leste-Oeste de 1916. Com o Rose Bowl de 1923 ele começou a ser disputado no recém-concluído estádio Rose Bowl, e assim a competição em si ficou conhecida como jogo do Rose Bowl. Outras cidades perceberam o valor promocional para o turismo que o desfile do Torneio das Rosas e do Rose Bowl carregavam e começaram a desenvolver seus próprios festivais regionais que incluíam jogos de futebol universitário.
O Rose Bowl Stadium, por sua vez, leva o nome e o design em formato de tigela do Yale Bowl, protótipo de muitos estádios de futebol nos Estados Unidos. Desde então, o termo tornou-se quase sinônimo de qualquer grande evento de futebol americano, geralmente futebol universitário. No futebol americano profissional, os nomes do Super Bowl e Pro Bowl da National Football League (NFL) são referências aos jogos de futebol universitário.